# Venevisión
Corporación Venezolana de Televisión C.A. ismertebb nevén Venevisión Venezuela legnagyobb televíziótársasága, melynek kábeles és földi terjesztésű műsorai vannak. Venezuelában szabadon foghatók műsorai, míg a Ve Plus csatorna műsorait műholdon és kábelen közvetítik Dél-Amerikában és Európában.
Legfőbb riválisuk az RCTV társaság. A társaságot 1961-ben alapították meg, külföldi partnerei:a kolumbiai Caracol Televisión, az amerikai Univisión és a mexikói Televisa.

## Műsorkínálat

### Tematika
A Venevisión általános tematikájú műsorokat sugároz: hírműsorokat, sportközvetítéseket, gyerekműsorokat, telenovellákat, vígjátékokat, varieté műsorokat és közéleti hírháttér műsorokat.

### Telenovellák
A társaság megalakulása óta készít telenovellákat, melyek közül némelyikük nemzetközi sikert is ért el, mint a Cristal, Mundo de fieras, Nincs hozzád hasonló,  Vadmacska, Sosem feledlek,  Sarokba szorítva, Csók és csata,  Eva Luna, Rosario – A múlt fogságában voltak. Ugyanakkor Chávez elnöksége óta a telenovellák gyártását csökkentették és inkább a társaság Miamiban levő stúdióiban készítik. 1961 óta összesen 235 telenovellát és sorozatot készítettek.

## Vitatott ügyek
A Venevisiont mint egyik legnagyobb televíziótársaságot azzal vádolták meg, hogy nagy valószínűséggel részt vett a 2002-es venezuelai államcsínyben, ugyanis Hugo Chávez elnök utasítására rajzfilmeket közvetített a csatorna, ahelyett, hogy a venezuelai utcákon történő eseményeket sugározták volna.
A csatornát többször is megvádolták, hogy hírműsorai Chávez-párti álláspontot képviselnek illetve, hogy nem eléggé kritikusak Hugo Chávez elnökségével szemben.